# Tiszafüredi járás
A Tiszafüredi járás Jász-Nagykun-Szolnok vármegyéhez tartozó járás Magyarországon, amely 2013-ban jött létre. Székhelye Tiszafüred. Területe 417,05 km², népessége 18 988 fő, népsűrűsége 46 fő/km² volt a 2012. évi adatok szerint. Egy város (Tiszafüred) és 6 község tartozik hozzá.
A Tiszafüredi járás a járások 1983-as megszüntetése előtt is mindvégig létezett, és székhelye az állandó járási székhelyek kijelölése (1886) óta végig Tiszafüred volt. Az 1950-es megyerendezés előtt Heves vármegyéhez tartozott.

## Települései
| Település      | Rang (2013. július 15.) | Kistérség (2013. január 1.) | Népesség (2012. január 1.) | Terület (km²) |
| -------------- | ----------------------- | --------------------------- | -------------------------- | ------------- |
| Tiszafüred     | járásszékhely város     | Tiszafüredi                 | 10 694                     | 162,18        |
| Nagyiván       | község                  | Tiszafüredi                 | 1 179                      | 43,16         |
| Tiszaderzs     | község                  | Tiszafüredi                 | 1 046                      | 27,19         |
| Tiszaigar      | község                  | Tiszafüredi                 | 813                        | 34,02         |
| Tiszaörs       | község                  | Tiszafüredi                 | 1 225                      | 37,1          |
| Tiszaszentimre | község                  | Tiszafüredi                 | 2 086                      | 65,61         |
| Tiszaszőlős    | község                  | Tiszafüredi                 | 1 945                      | 47,79         |

## Története
A Tiszafüredi járás neve, székhelye és területe az 1890-es évekre állandósult. Korábbi egyéb nevei Tiszai járás, illetve az 1876-os megyerendezés előtt Heves és Külső-Szolnok vármegye részeként Tiszai felső járás voltak, székhelye pedig Tiszaszalók is volt.
Eredeti területe a Tisza mindkét partjára kiterjedt, az 1890-es évektől tíz község tartozott hozzá. Az 1950-es megyerendezés során a járást Heves és Szolnok megye új határa kettévágta, balparti községei a járási székhellyel Szolnok megyéhez kerültek, ahol a járás módosult területtel tovább működött. A jobbparti községek Heves megyében maradtak és az ekkor létrehozott Füzesabonyi járáshoz kerültek. A következő évtizedekben szomszédos járások (Kunhegyesi és Törökszentmiklósi) megszűnése folytán többször növekedett is.
1984. január 1-jétől új közigazgatási beosztás lépett életbe, ezért 1983. december 31-én valamennyi járás megszűnt, így a Tiszafüredi is. A korábbi járási székhely városi rangot kapott, a járás területe pedig a Tiszafüredi városkörnyéket alkotta a továbbiakban, kivéve három községét, melyek a Karcagi és a Törökszentmiklósi városkörnyékhez kerültek.

### Községei 1983-ig
Az alábbi táblázat felsorolja a Tiszafüredi járáshoz tartozott községeket 1950 elejétől, bemutatva, hogy mikor tartoztak ide, és hogy hova tartoztak megelőzően, illetve később.
| Község         | Mikortól           | Honnan                     | Meddig               | Hova                               |
| -------------- | ------------------ | -------------------------- | -------------------- | ---------------------------------- |
| Abádszalók     | 1965. március 31.  | Kunhegyesi járástól        | 1983. december 31.   | Tiszafüredi városkörnyékhez        |
| Kunmadaras     | 1965. március 31.  | Kunhegyesi járástól        | 1983. december 31.   | Karcagi városkörnyékhez            |
| Nagyiván       |                    |                            | 1983. december 31.   | Tiszafüredi városkörnyékhez        |
| Poroszló       |                    |                            | 1950. január 31.     | Füzesabonyi járáshoz (Heves megye) |
| Sarud          |                    |                            | 1950. január 31.     | Füzesabonyi járáshoz (Heves megye) |
| Tiszabura      | 1965. március 31.  | Kunhegyesi járástól        | 1983. december 31.   | Tiszafüredi városkörnyékhez        |
| Tiszaderzs     | 1950. június 1.    | Tiszai felső járástól      | 1983. december 31.   | Tiszafüredi városkörnyékhez        |
| Tiszafüred     |                    |                            | 1983. december 31.   | várossá alakult                    |
| Tiszagyenda    | 1974. december 31. | Törökszentmiklósi járástól | 1983. december 31.   | Törökszentmiklósi városkörnyékhez  |
| Tiszaigar      |                    |                            | 1983. december 31.   | Tiszafüredi városkörnyékhez        |
| Tiszanána      |                    |                            | 1950. január 31.     | Füzesabonyi járáshoz (Heves megye) |
| Tiszaörs       |                    |                            | 1983. december 31.   | Tiszafüredi városkörnyékhez        |
| Tiszaörvény    |                    |                            | 1966. szeptember 29. | Tiszafüred része lett              |
| Tiszaroff      | 1974. december 31. | Törökszentmiklósi járástól | 1983. december 31.   | Törökszentmiklósi városkörnyékhez  |
| Tiszaszentimre | 1950. június 1.    | Tiszai felső járástól      | 1983. december 31.   | Tiszafüredi városkörnyékhez        |
| Tiszaszőlős    |                    |                            | 1983. december 31.   | Tiszafüred része lett              |
| Tomajmonostora | 1965. március 31.  | Kunhegyesi járástól        | 1983. december 31.   | Tiszafüredi városkörnyékhez        |
| Újlőrincfalva  |                    |                            | 1950. január 31.     | Füzesabonyi járáshoz (Heves megye) |

### Történeti adatai
Megszűnése előtt, 1983 végén területe 851 km², népessége pedig mintegy 41 ezer fő volt.